# Alfredo Catalani
Alfredo Catalani (Lucca, 19 de junho de 1854 – Milão, 7 de agosto de 1893), foi um compositor de ópera Italiano, que ficou conhecido por obras como La Wally (contendo a sua mais famosa ária "Ebben? Ne andrò lontana") e Loreley. As suas outras óperas tiveram menos sucesso devido à menor qualidade dos libretos.
Catalani nasceu em Lucca, na Itália. Opôs-se ao chamado verismo, estilo que se popularizou por volta de 1880. Na sua maioria as suas obras já não fazem parte do reportório actual dos teatros de ópera, preteridas pelas de Massenet e Puccini, de cujas obras a sua música mais se aproxima, bem como pelas de Amilcare Ponchielli, cuja influência também se pode sentir no trabalho de Catalani. Apesar de tudo, La Wally continua a ser apresentada ocasionalmente.
Catalani estudou no Conservatório de Milão com Antonio Bazzini (1818–1887), que também ensinou Puccini, e que acabaria por ser director do Conservatório. Catalani sucumbiu à tuberculose em 1893 e foi enterrado no Cimitero Monumentale em Milão, onde Ponchielli e o maestro Arturo Toscanini, que foi um vigoroso defensor da música de Catalani, também repousam.

## Óperas
- La falce, Milão 19 de Julho de 1875
- Elda, Turim, 31 de Janeiro de 1880, revista como Loreley, Turim, 16 de Fevereiro de 1890
- Dejanice, Milão, 17 de Março de 1883
- Edmea, Milão, 27 de Fevereiro de 1886
- La Wally, Milão, 20 de Janeiro de 1892